# Otago Nuggets
Maillots
Les Otago Nuggets, ou OceanaGold Otago Nuggets, sont un club néo-zélandais de basket-ball basé à Dunedin. Il appartient la National Basketball League, le plus haut niveau en Nouvelle-Zélande. 

## Entraîneurs
- 1988-1990 : / Tab Baldwin